# Alegeri legislative în Germania de Vest, 1965
A cincea alegere parlamentară germană a avut loc la 19 septembrie 1965 pentru a alege membrii Bundestagului (camera inferioară) a Germaniei de Vest.

## Rezultate

Locuri în parlament -- SPD cu roșu, FDP cu galben, CDU/CSU cu negru

|  | Partid                            | Lista de voturi | Procentul de voturi (schimbă) | Procentul de voturi (schimbă) | Total locuri(schimbă) | Total locuri(schimbă) | Procent locuri |
|  | --------------------------------- | --------------- | ----------------------------- | ----------------------------- | --------------------- | --------------------- | -------------- |
|  | Uniunea Creștin Democratică (CDU) | 12,387,562      | 38.0%                         | +2.2%                         | 196                   | +4                    | 39.5%          |
|  | Uniunea Creștină Socială (CSU)    | 3,136,506       | 9.6%                          | +0.1%                         | 49                    | -1                    | 9.9%           |
|  | Partidul Democratic Liberal (FDP) | 3,096,739       | 9.5%                          | -3.3%                         | 49                    | -18                   | 9.9%           |
|  | Partidul Social Democratic        | 12,813,186      | 39.3%                         | +3.1%                         | 202                   | +12                   | 40.7%          |
|  | Altele                            | 1,186,449       | 3.6%                          |                               | 0                     |                       | 0.0%           |
|  | Total                             | 32,620,442      | 100.0%                        |                               | 496                   | -3                    | 100.0%         |

## După alegeri
Coaliția dintre CDU/CSU și FDP a revenit la guvernare,cu Ludwig Erhard Cancelar. În 1966,FDP a părăsit coaliția pentru probleme de buget și Erhard a demisionat. Kurt Georg Kiesinger (de asemenea CDU) a format o nouă mare coaliție între CDU/CSU și SPD care a durat până la următoarele alegeri.